# Maria Adelborg

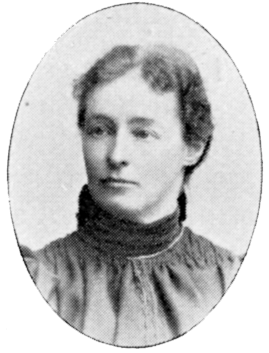
Eleonora Amalia Maria Adelborg – Svenskt Porträttgalleri XX.

Eleonora Amalia Maria Adelborg (geboren am 6. Dezember 1849 in Karlskrona; gestorben am 23. April 1940 in Gagnef) war eine schwedische Textilkünstlerin. 

## Leben und Wirken
Adelborg war die Tochter des Marinekapitäns und Adligen Bror Jacob Adelborg (1816–1865) und seiner Frau Hadvig Katarina af Uhr (1820–1903). Sie war die Schwester der Buchillustratorin Ottilia Adelborg und der Frauenrechtlerin Gertrud Adelborg. Zwischen 1886 und 1899 arbeitete sie für die von Selma Giöbel ins Leben gerufene Schwedische Kunsthandwerksausstellung in Stockholm und zwischen 1900 und 1907 für die Freunde des Kunsthandwerks (Handarbetets vänner). Sie unternahm Studienreisen in die Niederlande, nach Frankreich, England und Belgien. 1894 wurde ihr der Sofie-Adlersparre-Preis verliehen. Adelborg war ab 1888 Mitglied der Frauenvereinigung Nya Idun.
Maria Adelborg leistete einen bedeutenden Beitrag zur Entwicklung der schwedischen Textilkunst. Sie stellte viele wichtige sakrale und profane Textilien her. Für ihre dekorativen Ornamente griff sie gerne Motive aus der altnordischen und mittelalterlichen bzw. provinziellen Kunst auf. Unter ihren Werken sind vor allem Teppiche in der Birgitta-Kapelle in Rom (darunter der sogenannte „Trollmattan“), „Gagnefsmattan“ und Kasel für die Sofia-Kirche in Stockholm hervorzuheben.
1907 zog sie zusammen mit ihren Schwestern nach Gagnef.